# Seznam starostů Rychnova nad Kněžnou
Toto je seznam starostů města Rychnov nad Kněžnou (včetně nejvyšších představitelů tohoto města před zavedením funkce starosty, tedy před rokem 1990).
Starosta je označení pro nejvyššího představitele města Rychnov nad Kněžnou od roku 1990 (předtím jím byl předseda městského národního výboru). Je volen na 4 roky nadpoloviční většinou členů zastupitelstva a mezi jeho povinnosti a pravomoci patří zastupovat město navenek a podepisovat městské vyhlášky a ustanovení.

## Purkmistři, starostové města v období let 1845–1945
- Vojtěch Havel (1845–1858)
- František Bek (1858–1870)
- Josef Vostřebal (1870–1877)
- Jan Procházka (1877–1879)
- Josef Vostřebal (1879–1884)
- JUDr. Josef Kalis (1884–1890)
- JUDr. Jan Smrtka (1890–1899)
- JUDr. Bedřich Flanderka (1899–1905)
- JUDr. Čeněk Langer (1905–1918)
- Richard Praus (1919–1923)
- František Hányš (1923–1925)
- PhMr. František Holoubek (1925–1931)
- děkan František Machač (1931)
- Karel Rathouský (1931–1938)
- JUDr. František Handl (1938–1945)

## Předsedové městského národního výboru v letech 1945–1990
- Vladimír Brtek (1945)
- František Zahradník (1945–1946)
- Stanislav Dvořák (1946–1948)
- Bedřich Zákravský (1948–1949)
- František Erben (1949–1954)
- Josef Pavelec (1954–1959)
- Erich Toman (1959–1964)
- Karel Zeman (1964–1983)
- JUDr. Zdeněk Plachetka (1984–1990)
- MUDr. Zdeněk Kašpar (1990)

## Starostové města Rychnova nad Kněžnou od roku 1990
- MVDr. František Bartoš (1990–1994)
- Jiří Rokl (1994–2010)
- Ing. Jan Skořepa (od roku 2010)